# Kayapa, Edirne
Kayapa là một xã thuộc thành phố Edirne, tỉnh Edirne, Thổ Nhĩ Kỳ. Dân số thời điểm năm 2011 là 155 người.